# Assur (mitología)
Assur o Ashur  (en sumerio: 
𒀭𒊹
AN.ŠAR₂, cuneiforme asirio:  da-šur4), es el mayor dios de Asiria, y se representaba como un árbol. Era el dios de la vida vegetal, y por ser esta la base de la vida, el dios de la vida misma. La ciudad y el imperio de Assur (Asiria) se llamaban así en referencia a él.
Conforme Asiria se convirtió en un imperio, Assur empezó a ser representado con un disco solar alado y, poco a poco, se olvidó su verdadero significado en favor de ser considerado el dios en contra de la guerra. Ello se debió a la influencia de culturas externas que ya habrían utilizado un símbolo similar en su culto al sol como dios supremo. Además de por la proliferación de enfrentamientos contra las naciones vecinas acarreados, por el crecimiento desmedido de la población asiria.
Su nombre se escribía durante el I milenio a. C. con los signos de As-, que significa ‘dios’ y con el signo Shar que se identifica con el concepto de infinito. Por lo tanto, Asshar es el dios de la totalidad, creador del cielo, An, y de los lugares infernales. Tal como sería posteriormente el dios Marduk de los babilonios, es un dios creador. 
Se le representa con un arco tensado y listo para disparar una flecha en el centro de un disco alado. Era un dios de la guerra, eran comunes los desfiles en su honor en la capital del imperio que llevaba el mismo nombre, Ashur. Los prisioneros le eran concedidos en sacrificio. Su compañera es Ishtar y su capital religiosa es Assur que luego daría su nombre a Asiria.

## Vista del zigurat de Assur
La mayoría de los soberanos asirios del primer milenio a. C. lo incluyeron en su nombre real, por ejemplo: Ashur-nasir-pal, Ashur-nirari III, Ashur-Dan I, Ashur-resh-ishi I, Asurbanipal, incluso el último rey de Asiria, Ashur-uballit II.
El rey iba anualmente al templo de Assur para celebrar solemnemente su fiesta. Se celebraba a  principios del nuevo año y simbolizaba el renacimiento perpetuo de la creación del orden (celestial y mundial) establecido por los dioses desde la creación. Este rito solemne consagraba las normas sociales y morales y las relaciones especiales que unían el rey asirio y su nación con el dios nacional. 
Assur era un dios belicoso. El deber de su sirviente, el rey, era que se reconociera su gloria por parte de otras naciones. Debía destruir al enemigo que no reconocía su soberanía divina y  sus órdenes. Este reconocimiento  se efectuaba  mediante una oferta política para pasar a formar parte del imperio asirio. A la vuelta de su campaña, el rey daba las gracias a Assur, y le ofrecía  la parte más rica del botín y le  informaba por  escrito,  este texto se leía al pueblo para ser depositado después en los archivos del templo.
Se diferenciaba de las divinidades sumerias y babilonias en su falta de familia, se le asoció con la diosa Mullisu, que era la paredra tradicional de Enlil, y con la esposa de este dios adquirió algunas de sus características. Se adaptaron varios textos mitológicos para servir de apoyo al culto real oficial. A partir del reino de Senaquerib, algunos sacerdotes pretendieron sustituir a Assur por Marduk, elaborando una «versión asiria» de la Epopeya de la Creación, el gran texto teológico que fundamentaba a la superioridad del dios de Babilonia.
Los reinos conquistados por una potencia superior tienden a asociar sus dioses a los de su conquistador. Sin embargo el culto de Assur permaneció confinado a Asiria, y ningún templo en los países conquistados se transformó en un santuario de este dios.

## Cristianismo asirio

Assur representado en la bandera de los asirios cristianos.

Con la expansión del cristianismo, se produjo un sincretismo por el que Assur pasó a ser el nombre asirio de Cristo, y el disco solar con el que es representado pasó a ser el escudo de los asirios cristianos, el cual se ha visto portado por milicianos asirios durante la Guerra civil siria.

## En la cultura popular
En diversos contextos culturales contemporáneos se ha utilizado el nombre de Ashur para hacer referencia a personajes ficticios, como por ejemplo:
- Ashur, personaje del videojuego Fallout 3 (sólo en la expansión The Pitt), es el jefe de la abandonada ciudad de Pittsburgh (apodada «La Fosa»).
- En el videojuego Vampiro: la mascarada, Ashur, es el antediluviano fundador del clan Capadocio, o clan de la muerte.
- En el videojuego "Sacrifice" existe un personaje llamado Marduk, conocido por los lugareños como Ashur, con capacidad ilimitada para crear criaturas y muy poderoso.